# Grob G 140TP
O Grob G 140TP é um avião leve de quatro assentos construído pela Grob Aircraft.

## Desenvolvimento
A aeronave foi apresentada no Show Aéreo de Paris em 2001 e concluiu seu voo inaugural em 12 de dezembro de 2002. Equipado com um motor turboélice Rolls-Royce 250-B17F, o Grob G 140TP é capaz de realizar manobras acrobáticas. Até então, a Grob Aircraft não decidiu continuar com a produção do G 140. O G 140TP poderia ter sido certificado nas classes acrobática e utilitária, com esta última sendo utilizada como aeronave de reconhecimento.